# Sylwester Antoni Sznarbach
Sylwester Antoni Sznarbach (ur. 1854 w Sząbruku, zm. 10 sierpnia 1924 w Rzecku) – polski malarz, publicysta, poeta i działacz warmiński, uczeń Jana Matejki.

## Życiorys

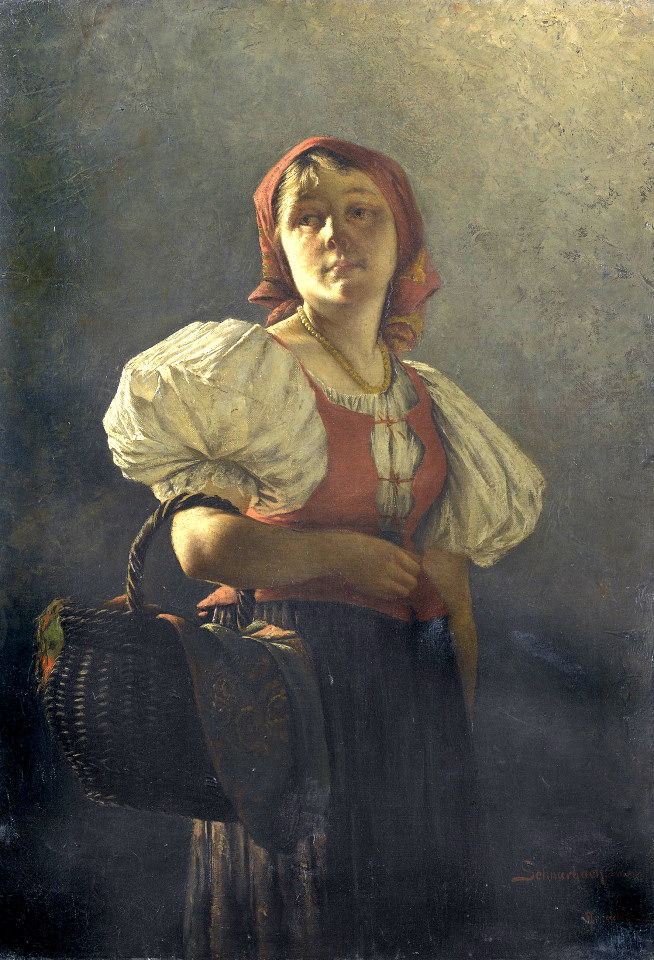
Dziewczyna z koszykiem

Studiował w Akademii Sztuk Pięknych w Krakowie, potem od 25 kwietnia 1881 w Akademii Sztuk Pięknych w Monachium, przenosząc się później do Drezna i Berlina. Z Berlina przesyłał korespondencje do „Gazety Olsztyńskiej”, które podpisywał jako Stary Warmiak. W roku 1914 zamieszkał u swojej siostry w Rzecku. W latach 1886–1893 wystawiał swoje prace w Monachium oraz w Krakowie i Warszawie. Malował sceny rodzajowe (np. „Trudne ćwiczenie”, „Zbiór kartofli”), jak również portrety („Turczynka”, „Dziewczyna z koszem”). Dziś jego obrazy są rzadkością. Swoje prace podpisywał „Schnarbach z Warmii”, ostentacyjnie podkreślając pochodzenie i związek z rodzinną ziemią. Pisał wiersze, m.in. Do Warmiaków, Skowronek, Powiew wolności. Od 1923 należał do Związku Polaków w Niemczech.
Pochowany na cmentarzu biskupieckim.

## Piśmiennictwo (wybrane pozycje)
- J. Chłosta, Słownik Warmii (historyczno-geograficzny), Olsztyn 2002.
- T. Oracki, Słownik biograficzny Warmii, Mazur i Powiśla XIX i XX wieku (do 1945 roku), Warszawa 1982.
- J. Obłąk, Historia diecezji warmińskiej, Olsztyn 1959.